# Beretta 9000 S
Beretta 9000 S – włoski kompaktowy pistolet samopowtarzalny przeznaczony do ukrytego przenoszenia i samoobrony. W ofercie firmy Beretta od 2000 roku.
Beretta 9000 S produkowana jest w wersjach kalibru 9 mm Parabellum (na eksport), 9 mm IMI (na rynek krajowy i na eksport do krajów w których podobnie jak we Włoszech nie wolno posiadać broni zasilanej amunicją używaną przez rodzimą armię), oraz .40 S&W (głównie na rynek amerykański). Każda z tych wersji może być wyposażona w mechanizm spustowy SA/DA (oznaczenie fabryczne typ F) lub DAO (typ D).
Beretta 9000 S jest bronią samopowtarzalną. Zasada działania oparta na krótkim odrzucie lufy. Zamek ryglowany przez przekoszenie lufy. Mechanizm spustowy SA/DA (Beretta 9000 S typ F) lub DAO (Beretta 9000 S typ D), z kurkowym mechanizmem uderzeniowym. Bezpiecznik połączony ze zwalniaczem kurka po obu stronach szkieletu (tylko typ F). Pistolet może być wyposażony w system B•Lok pozwalający zablokować kurek przy pomocy wyjmowanego kluczyka którego gniazdo znajduje się u spodu chwytu.
Beretta 9000 S jest zasilana z wymiennego dwurzędowego magazynka pudełkowego o pojemności 12 (wersje kalibru 9 mm) lub 10 (wersje kalibru .40) naboi umieszczonego w chwycie. Zatrzask magazynka znajduje się z boku chwytu (standardowo po lewej stronie, może być przełożony na prawą).
Lufa gwintowana, po jej bokach znajdują się dwa występy ryglowe.
Przyrządy celownicze składają się z muszki i szczerbinki.
Pistolet ma szkielet wykonany z polimeru (ze stalowymi prowadnicami zamka) i zamek stalowy.